# 科夫帕基夫卡
49°8′13″N 35°1′12″E / 49.13694°N 35.02000°E

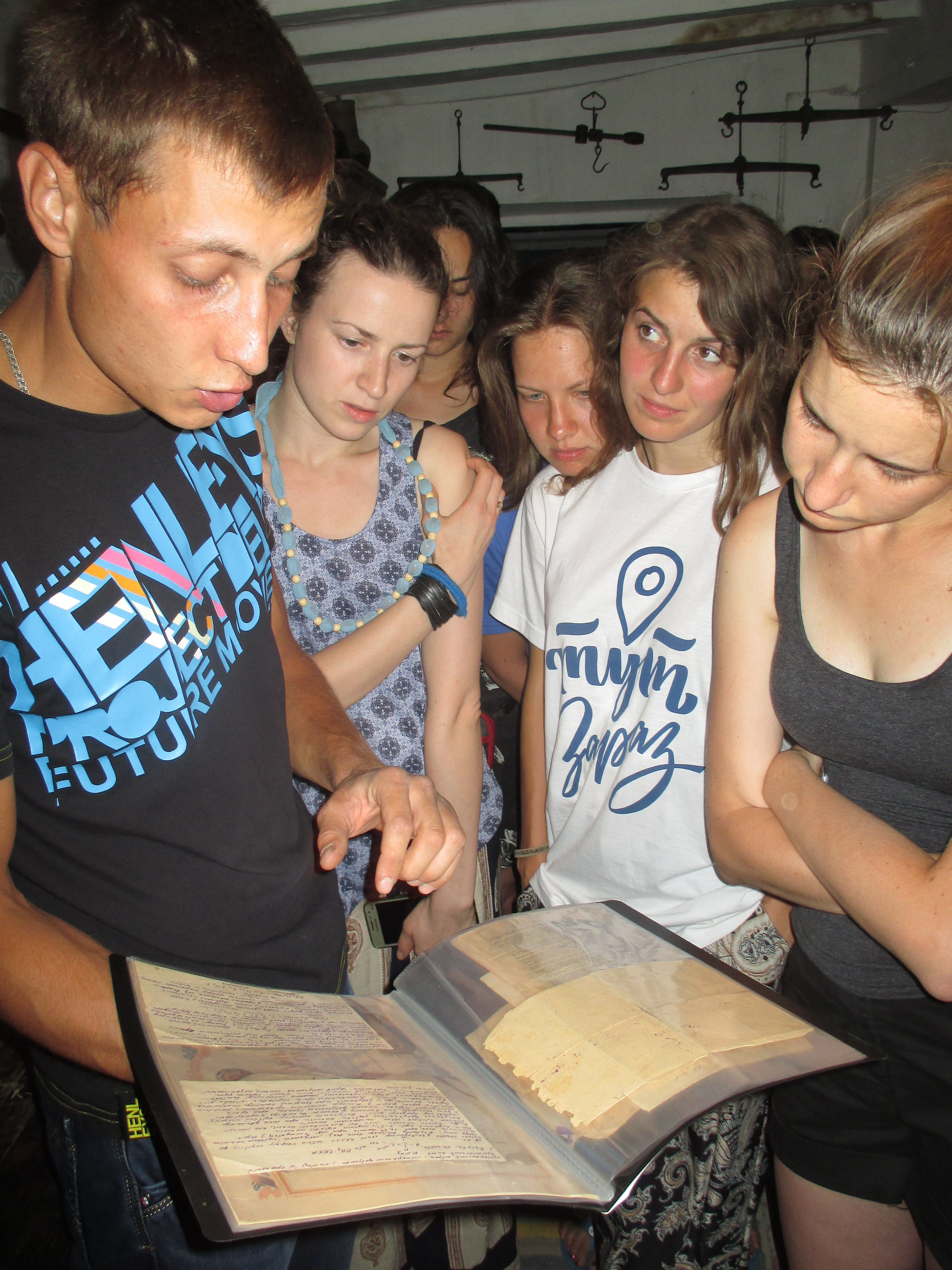

科夫帕基夫卡（烏克蘭語：Ковпаківка），是烏克蘭中部的村莊，隸屬第聶伯羅彼得羅夫斯克州的薩馬爾區。該村處於奧列利河左岸，距離布濟夫卡2.5公里，面積3.26平方公里，海拔高度78米，2001年人口809。